# Notoxus robustus
Notoxus robustus är en skalbaggsart som beskrevs av Thomas Casey 1895. Notoxus robustus ingår i släktet Notoxus och familjen kvickbaggar. Inga underarter finns listade i Catalogue of Life.